# Bejaria tachirensis
Bejaria tachirensis är en ljungväxtart som beskrevs av A. C. Smith. Bejaria tachirensis ingår i släktet Bejaria och familjen ljungväxter. Inga underarter finns listade i Catalogue of Life.